# ایران سپید
ایران سپید یک روزنامهٔ ویژهٔ نابینایان به زبان فارسی و به خط بریل است که در تهران چاپ می‌شود. این روزنامه متعلق به مؤسسه فرهنگی مطبوعاتی ایران است. مؤسس این روزنامه که نخستین شماره آن در ۲۸ آبان ۱۳۷۵ منتشر شد، فریدون وردی‌نژاد (مدیرعامل وقت خبرگزاری ایرنا) است. ایران سپید «اولین روزنامه بریل در جهان» محسوب می‌شود.